# Rivellia sauteri
Rivellia sauteri är en tvåvingeart som beskrevs av Friedrich Georg Hendel 1914. Rivellia sauteri ingår i släktet Rivellia och familjen bredmunsflugor. Inga underarter finns listade i Catalogue of Life.